# 2018年斯特拉斯堡枪击案
2018年斯特拉斯堡枪击案是指2018年12月11日发生于法国斯特拉斯堡的一起恐怖袭击事件。当日19时50分，一位男子于圣诞市场开火，其身份确认为谢里夫·切卡特（Chérif Chekatt，[ʃɛʁif tʃɛkat]）。枪手随后乘出租车逃离。事件造成5人死亡11人受伤，其中4人重傷。当地时间13日晚，嫌犯被警方击毙于斯特拉斯堡。

## 背景
斯特拉斯堡的圣诞市场自从1570年起便已存在。早在2000年，法德两国警方便曾挫败了一起斯特拉斯堡主教座堂炸弹袭击阴谋。当时，阿尔及利亚的萨拉菲斯特呼声与战斗小组意图引爆压力锅进行袭击。自此之后，集市便加强了防御。此外还有多起疑为或确信的袭击企图。2016年，马赛及斯特拉斯堡多人因准备进行恐怖袭击而被捕，圣诞集会也曾考虑取消，但最后仍旧如期举行。
2018年12月11日，警察突击搜索了嫌犯于的住宅，准备以谋杀未遂罪名将其拘捕。其并不在家，但在屋内发现了一枚手榴弹、一把装满子弹的.22口径长步枪、四把刀子（其中包括两把猎刀）以及弹药。

## 经过
事件大约于当地时间19:50发生在克勒贝尔广场附近，即圣诞市场举办地点。枪手自乌鸦桥（Pont du Corbeau）进入该区域，然后穿过金银匠街（Rue des Orfèvres），向三个不同的方向开火。又穿过多个街道，持续射击了十分钟，此间他高喊着“真主至大（Allahu Akbar）”，同时向人群射击。据报道，嫌犯还使用刀子进行攻击。随后，他和一名士兵交火，又遇一名国家警察。一位士兵被射中手部，嫌犯则臂部受伤。一名45岁的泰国游客在酒店前被射中头部死亡，尽管路人一直试着救他。救护车则在45分钟后方才到达。。嫌犯随后搭乘一辆出租车向诺伊多夫及星星广场（Place de l'Étoile）方向逃离，司机未有受伤并旋即报警，称搭载了一名带有武器且受伤的男子。两天后，得知嫌犯的武器是一把M1892轉輪手槍。
枪击事件发生后，斯特拉斯堡多个地点被关闭，包括欧盟议会大厦。警方使用推特回复公众信息 。
枪手如今逃遁后，起初大约有来自安全部队的350位成员搜捕他，还有一些空中单位进行支援。第二天，又有500多名人员加入进来，并有1300人作为增援。
与此同时，法国政府将安全等级升为最高，5000人于一个被用作临时庇护所的运动场中躲避。欧洲议会也被封锁。议长安东尼奥·塔亚尼于推特上称：「（欧洲议会）不会被恐怖主义或犯罪袭击吓倒，（并将）会继续工作与应对，通过自由和民主进一步打击恐怖主义暴力。」
法国当局宣称其为恐怖主义行为。12月12日19时20分，国家警察向证人打电话，询问嫌疑人的肖像。

## 受害者

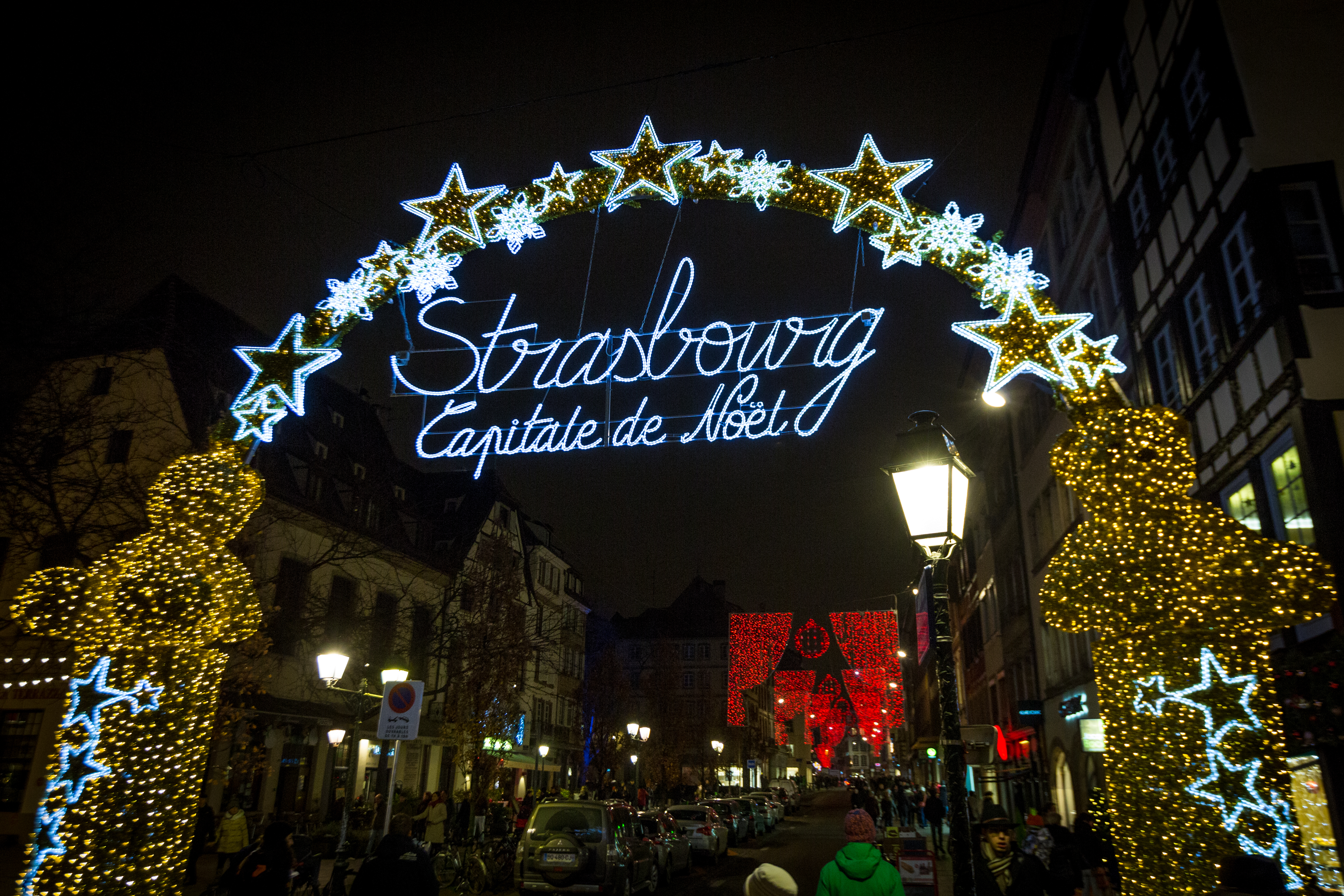
枪手进入位于斯特拉斯堡老城区的Rue du Vieux Marché aux Poissons，摄于2014年圣诞节

枪击案中共有五人被杀，两人当场死亡，三人送到医院后因伤势过重去世。另有13人受伤，其中五人情况危急。首位死者是一位45岁的泰国男性游客，其头部被击中数次，路人试图救治他，但终因伤势过重而不治。其妻子同遭袭击，不过幸存下来。一位60岁的斯塔拉斯堡当地人在酒店外被射杀。此外还有一位阿富汗男子左脑死亡，两天后死去。这位男子可能是嫌犯首先射击的目标。当时嫌犯靠近该男子，轻拍他的肩膀说道：「抱歉，老兄」，随后射中其头部。
一名士兵被击中，但嫌犯也同样受伤，根据医院说法，并无儿童伤亡。

## 嫌犯
嫌犯现年29岁，是一名斯塔拉斯堡出生的阿尔及利亚裔法国公民，名叫謝里夫·謝卡特。对于法国、德国及瑞士安全部门来说此人并不陌生，因他被判刑27次，仅在法国就有67次犯罪记录。2015年他刚刚从法国监狱出来，便因盗窃罪名来到德国辛根监狱服刑，2017年出狱后再次被法国羁押。
嫌犯最近因“宗教极端化”被列入“S卡”（国家安全档案）中。据邻里称，嫌犯平时普普通通，并将他与更加可疑的哥哥进行比较。在《法蘭西24》中，嫌犯先前于德国的律师托马斯·罗德尔（Thomas Roder）表示了质疑：「他只有一些轻微罪行，并非特别的案例，我们并未察觉有何激进……如果有人告诉我此人如此危险，我绝对不敢相信。」
内政部国家安全部门的洛朗·努涅斯（Laurent Nuñez）称嫌犯在监狱中便已经为恐怖主义辩护，但并未预想到他会进行恐怖袭击。当天早上袭击发生之前，当地警方因其与一起谋杀未遂案件有关联而上门抓捕，但并未找到他。

## 调查与搜捕
法国随后展开调查，四名与嫌犯关系密切的人被拘留并接受讯问，包括他的两个兄弟，两人皆与当地的萨拉菲运动有所关联。
因担心嫌犯穿过莱茵河逃往德国，城市附近通往瑞士及德国的A35高速公路被关闭。斯特拉斯堡警方与巴登-符騰堡州警察也加强了协作，城市与德国之间的有轨电车也暂停营运。最终有700多名警员参加了搜捕行动。
12月13日晚，警方在斯特拉斯堡诺伊多夫与梅瑙球場间的区域发现嫌犯，他冲警方开火，警察随即还击，将其击毙。
切卡特死后，伊斯兰国宣称他是他们的“战士”之一。

## 反应
欧洲联盟委员会主席让-克洛德·容克、卢森堡首相格扎维埃·贝泰尔及英国首相文翠珊表示了慰问。
边境管控也得以加强，以防嫌犯逃往德国。袭击发生第二天，集市被关闭。